# Bank deutscher Länder
A Bank deutscher Länder (magyarul: Német Államok Bankja; rövidítés: BdL) a Német Szövetségi Köztársaság központi bankja volt 1948 és 1957 között, a Deutsche Bundesbank jogelődje. Frankfurt am Main-ban alapították 1948. március 1-jén. Kezdetben a brit és amerikai megszállási övezetek pénzforgalmának szabályozása volt a szerepe, ehhez hamarosan a francia övezet is csatlakozott. 1951-ig a szövetséges haderők felügyelték, később a német szövetségi kormány irányította.
1945 és a Bank deutscher Länder 1948-as megalapítása közötti időszakban az egyes német szövetségi államok saját bankjai (Landesbanken) látták el a fenti funkciókat, de a német márka 1948. júniusi bevezetése megkövetelte az egységes pénzfelügyelet kialakítását. A szövetségi államok bankjait továbbra is nagy súllyal vonták be a központi bank ügyleteibe és birtokolták annak tőkevagyonát is.
A Bank deutscher Länder vezetői:
- 1948–1957: Dr. Karl Bernard, a központi bank tanácsának vezetője
- 1948–1957: Dr. Wilhelm Vocke, az igazgatótanács elnöke